# Gomer
Pour les articles homonymes, voir Gomer.
Gomer (prononcé [ɡɔmɛʁ] ; en béarnais Gomèr ou Goumèr) est une commune française, située dans le département des Pyrénées-Atlantiques en région Nouvelle-Aquitaine.
Le gentilé est Gomerois.

## Géographie

### Localisation
La commune de Gomer se trouve dans le département des Pyrénées-Atlantiques, en région Nouvelle-Aquitaine.
Elle se situe à 19 km par la route de Pau, préfecture du département, et à 12 km de Pontacq, bureau centralisateur du canton des Vallées de l'Ousse et du Lagoin dont dépend la commune depuis 2015 pour les élections départementales. 
La commune fait en outre partie du bassin de vie de Pau.
Les communes les plus proches sont : 
Lucgarier (1,5 km), Soumoulou (1,9 km), Espoey (2,1 km), Nousty (2,6 km), Hours (3,0 km), Limendous (3,0 km), Livron (4,8 km), Beuste (4,8 km).
Sur le plan historique et culturel, Gomer fait partie de la province du Béarn, qui fut également un État et qui présente une unité historique et culturelle à laquelle s’oppose une diversité frappante de paysages au relief tourmenté.

### Communes limitrophes
Les communes limitrophes sont  Beuste, Boeil-Bezing, Espoey, Lucgarier et Soumoulou.
|              | Soumoulou |        |
| Boeil-Bezing | Gomer     | Espoey |
| Beuste       | Lucgarier |        |

### Hydrographie

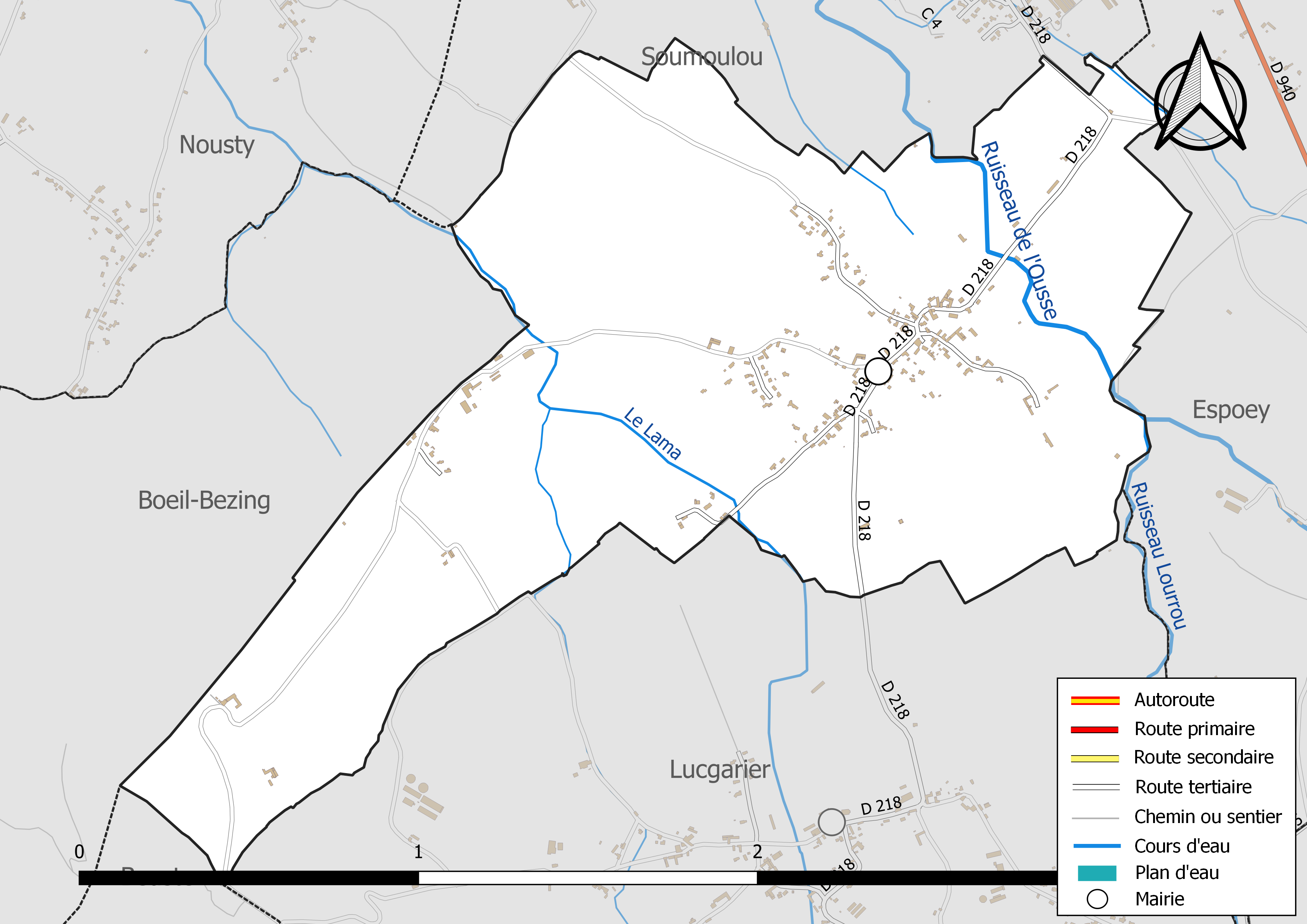
Réseaux hydrographique et routier de Gomer.

La commune est drainée par l’Ousse, le Lourrou, le Lama et par divers petits cours d'eau, constituant un réseau hydrographique de 4 km de longueur totale,.
L’Ousse, d'une longueur totale de 42,4 km, prend sa source dans la commune de Bartrès et s'écoule du sud-est vers le nord-ouest. Il traverse la commune et se jette dans le gave de Pau à Gelos, après avoir traversé 19 communes.
Le Lourrou, d'une longueur totale de 13,2 km, prend sa source dans la commune de Saint-Vincent et s'écoule d'est en ouest. Il traverse la commune et se jette dans le ruisseau de l'Ousse sur le territoire communal, après avoir traversé 7 communes.

### Climat
Pour des articles plus généraux, voir Climat de la Nouvelle-Aquitaine et Climat des Pyrénées-Atlantiques.
Historiquement, la commune est exposée à un climat de montagne.  
En 2020, Météo-France publie une typologie des climats de la France métropolitaine dans laquelle la commune est toujours exposée à un climat de montagne et est dans la région climatique Pyrénées atlantiques, caractérisée par une pluviométrie élevée (>1 200 mm/an) en toutes saisons, des hivers très doux (7,5 °C en plaine) et des vents faibles.
Pour la période 1971-2000, la température annuelle moyenne est de 12,5 °C, avec une amplitude thermique annuelle de 14,1 °C. Le cumul annuel moyen de précipitations est de 1 196 mm, avec 10,8 jours de précipitations en janvier et 8,4 jours en juillet. Pour la période 1991-2020, la température moyenne annuelle observée sur la station météorologique la plus proche, située sur la commune de Bénéjacq à 7 km à vol d'oiseau, est de 13,4 °C et le cumul annuel moyen de précipitations est de 1 244,1 mm,. Pour l'avenir, les paramètres climatiques de la commune estimés pour 2050 selon différents scénarios d’émission de gaz à effet de serre sont consultables sur un site dédié publié par Météo-France en novembre 2022.

### Milieux naturels et biodiversité
Aucun espace naturel présentant un intérêt patrimonial n'est recensé sur la commune dans l'inventaire national du patrimoine naturel,,.

## Urbanisme

### Typologie
Au 1er janvier 2024, Gomer est catégorisée commune rurale à habitat dispersé, selon la nouvelle grille communale de densité à sept niveaux définie par l'Insee en 2022.
Elle est située hors unité urbaine. Par ailleurs la commune fait partie de l'aire d'attraction de Pau, dont elle est une commune de la couronne,. Cette aire, qui regroupe 227 communes, est catégorisée dans les aires de 200 000 à moins de 700 000 habitants,.

### Occupation des sols

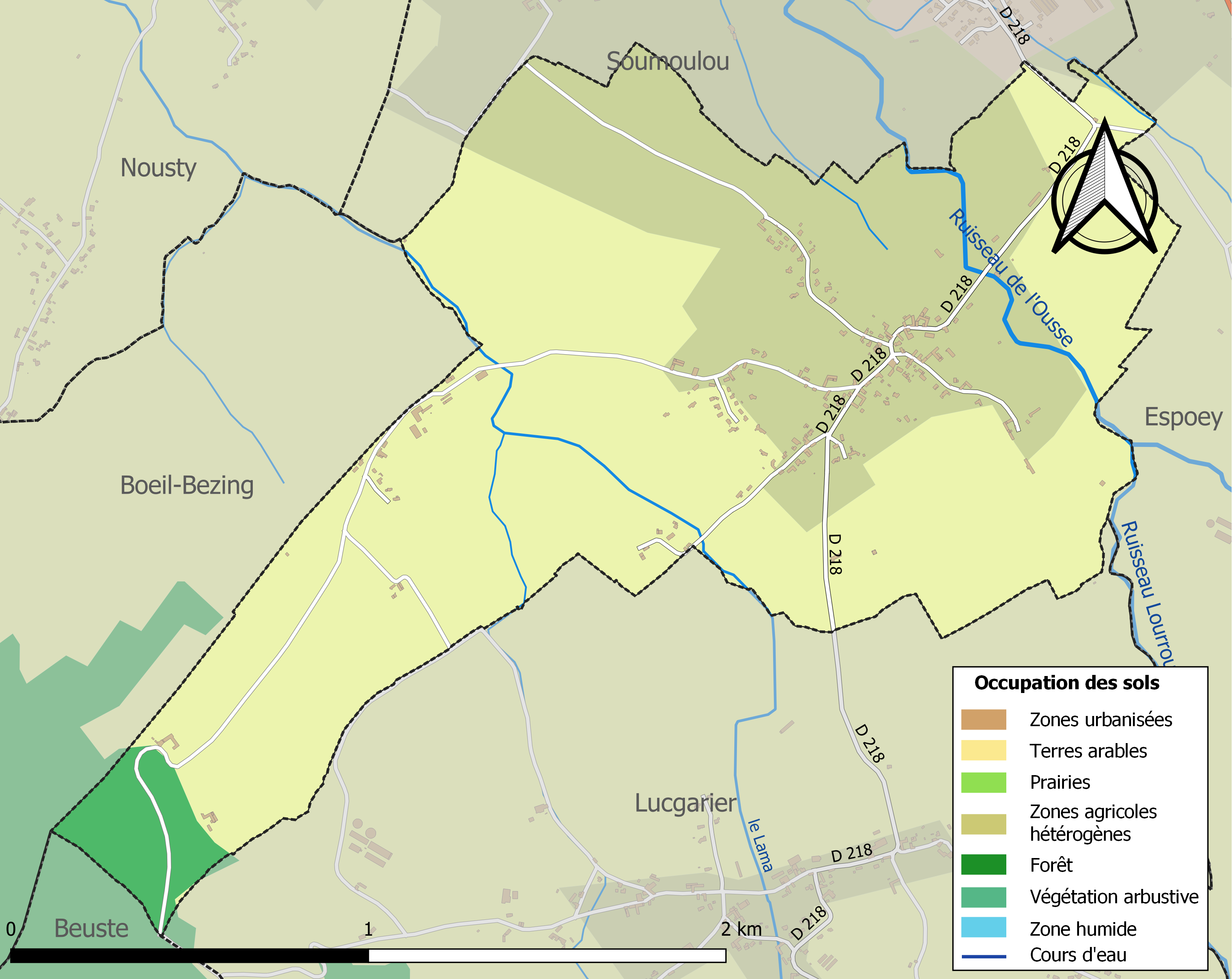
Carte des infrastructures et de l'occupation des sols de la commune en 2018 (CLC).

L'occupation des sols de la commune, telle qu'elle ressort de la base de données européenne d’occupation biophysique des sols Corine Land Cover (CLC), est marquée par l'importance des territoires agricoles (96,5 % en 2018), une proportion identique à celle de 1990 (96,5 %). La répartition détaillée en 2018 est la suivante : 
terres arables (64,8 %), zones agricoles hétérogènes (31,7 %), forêts (3,5 %). L'évolution de l’occupation des sols de la commune et de ses infrastructures peut être observée sur les différentes représentations cartographiques du territoire : la carte de Cassini (XVIIIe siècle), la carte d'état-major (1820-1866) et les cartes ou photos aériennes de l'IGN pour la période actuelle (1950 à aujourd'hui).

### Lieux-dits et hameaux
- le Bois ;
- Village.

### Voies de communication et transports
La commune est desservie par la route départementale 218.

### Risques majeurs
Le territoire de la commune de Gomer est vulnérable à différents aléas naturels : météorologiques (tempête, orage, neige, grand froid, canicule ou sécheresse) et séisme (sismicité moyenne). Il est également exposé à un risque technologique,  le transport de matières dangereuses. Un site publié par le BRGM permet d'évaluer simplement et rapidement les risques d'un bien localisé soit par son adresse soit par le numéro de sa parcelle.

#### Risques naturels

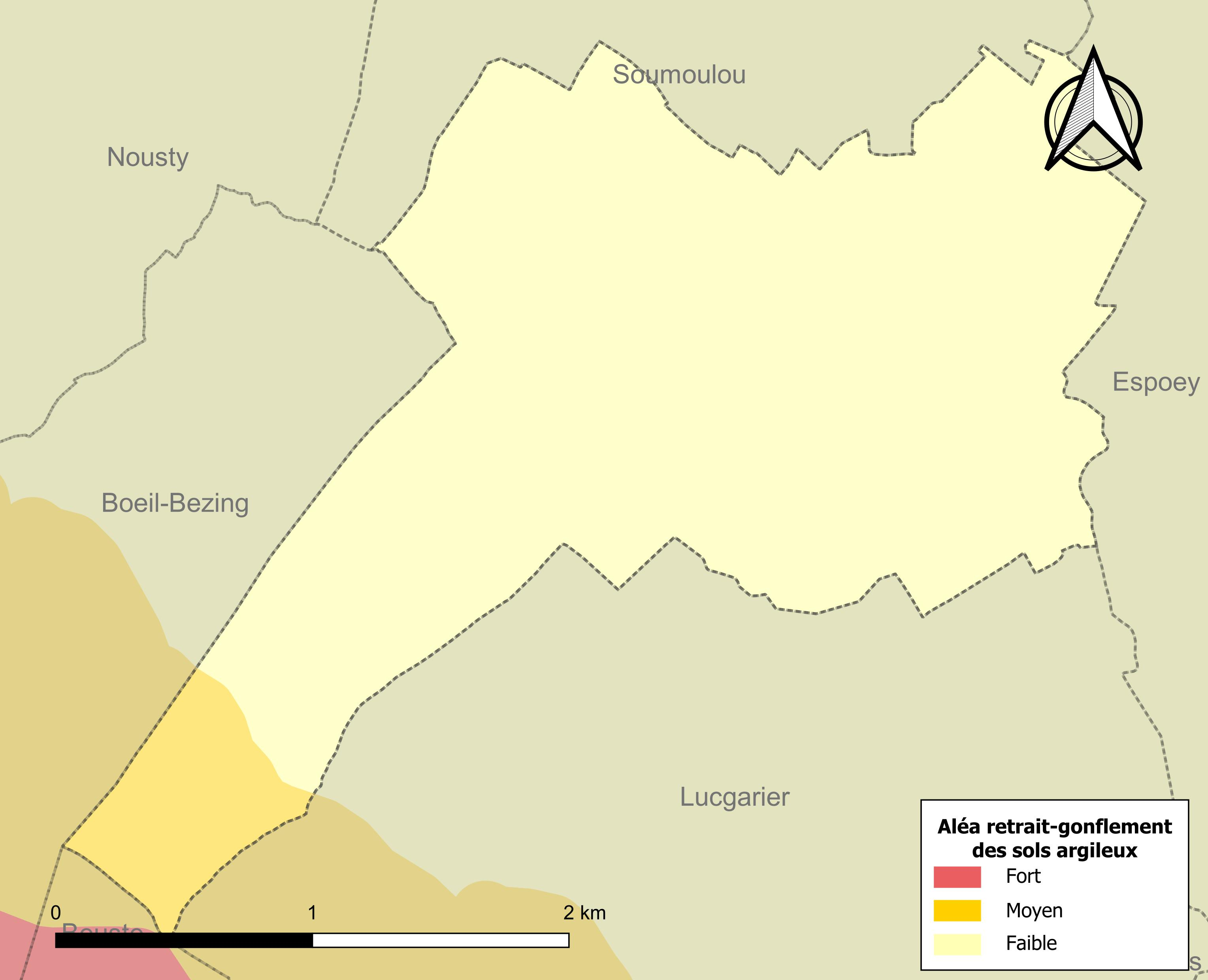
Carte des zones d'aléa retrait-gonflement des sols argileux de Gomer.

Le retrait-gonflement des sols argileux est susceptible d'engendrer des dommages importants aux bâtiments en cas d’alternance de périodes de sécheresse et de pluie. 7,5 % de la superficie communale est en aléa moyen ou fort (59 % au niveau départemental et 48,5 % au niveau national). Depuis le 1er octobre 2020, en application de la loi ELAN, différentes contraintes s'imposent aux vendeurs, maîtres d'ouvrages ou constructeurs de biens situés dans une zone classée en aléa moyen ou fort,.
La commune a été reconnue en état de catastrophe naturelle au titre des dommages causés par les inondations et coulées de boue survenues en 1982, 2009, 2014, 2018 et 2021.

## Toponymie
Le toponyme Gomer apparaît sous les formes 
Guomerr (1385, censier de Béarn), 
Gomerr, Guomerre, Goumer et Gommer (respectivement 1538 pour les deux premières formes, 1675 et 1686, réformation de Béarn).
Son nom béarnais est Gomèr ou Goumèr.
Albert Dauzat et Charles Rostaing évoquent le nom de personne germanique Godomar [?], pris absolument[réf. nécessaire].

## Histoire
Paul Raymond note que la commune comptait une abbaye laïque, vassale du marquisat de Gassion. En 1385, Gomer comptait treize feux et dépendait du bailliage de Pau.

## Politique et administration
| Période | Période  | Identité             | Étiquette | Qualité                                |
| ------- | -------- | -------------------- | --------- | -------------------------------------- |
| 1965    | 1977     | Germain Cassou       |           |                                        |
| 1977    | 1989     | Pierre Lascassies    |           |                                        |
| 1989    | 2001     | Louis Caillabet      |           |                                        |
| 2001    | 2020     | André Magendie       | DVG       | Retraité Fonction publique             |
| 2020    | En cours | Marie-Pierre Cabanne | DVG       | Conseillère départementale depuis 2015 |

### Intercommunalité
Gomer fait partie de cinq structures intercommunales :
- la communauté de communes du Nord-Est Béarn ;
- le syndicat d'aménagement hydraulique du bassin de l'Ourse ;
- le syndicat d’énergie des Pyrénées-Atlantiques ;
- le syndicat intercommunal à vocation unique du RPI de l’Oussère et du Lourrou ;
- le syndicat mixte d’eau et d’assainissement de la vallée de l’Ousse.

Gomer accueille le siège du syndicat intercommunal à vocation unique du RPI de l’Oussère et du Lourrou.

## Population et société

### Démographie
L'évolution du nombre d'habitants est connue à travers les recensements de la population effectués dans la commune depuis 1793. Pour les communes de moins de 10 000 habitants, une enquête de recensement portant sur toute la population est réalisée tous les cinq ans, les populations de référence des années intermédiaires étant quant à elles estimées par interpolation ou extrapolation. Pour la commune, le premier recensement exhaustif entrant dans le cadre du nouveau dispositif a été réalisé en 2004.

En 2022, la commune comptait 302 habitants, en évolution de −5,33 % par rapport à 2016 (Pyrénées-Atlantiques : +3,78 %, France hors Mayotte : +2,11 %).
| 1793 | 1800 | 1806 | 1821 | 1831 | 1836 | 1841 | 1846 | 1851 |
| ---- | ---- | ---- | ---- | ---- | ---- | ---- | ---- | ---- |
| 198  | 213  | 213  | 200  | 272  | 287  | 293  | 293  | 286  |

| 1856 | 1861 | 1866 | 1872 | 1876 | 1881 | 1886 | 1891 | 1896 |
| ---- | ---- | ---- | ---- | ---- | ---- | ---- | ---- | ---- |
| 329  | 312  | 272  | 278  | 246  | 215  | 210  | 218  | 222  |

| 1901 | 1906 | 1911 | 1921 | 1926 | 1931 | 1936 | 1946 | 1954 |
| ---- | ---- | ---- | ---- | ---- | ---- | ---- | ---- | ---- |
| 195  | 215  | 213  | 199  | 182  | 176  | 175  | 138  | 125  |

| 1962 | 1968 | 1975 | 1982 | 1990 | 1999 | 2004 | 2006 | 2009 |
| ---- | ---- | ---- | ---- | ---- | ---- | ---- | ---- | ---- |
| 140  | 148  | 150  | 135  | 141  | 162  | 175  | 188  | 229  |

| 2014 | 2019 | 2022 | - | - | - | - | - | - |
| ---- | ---- | ---- | - | - | - | - | - | - |
| 305  | 303  | 302  | - | - | - | - | - | - |

Gomer fait partie de l'aire d'attraction de Pau.

## Économie
La commune fait partiellement partie de la zone d'appellation de l'ossau-iraty.

## Culture locale et patrimoine

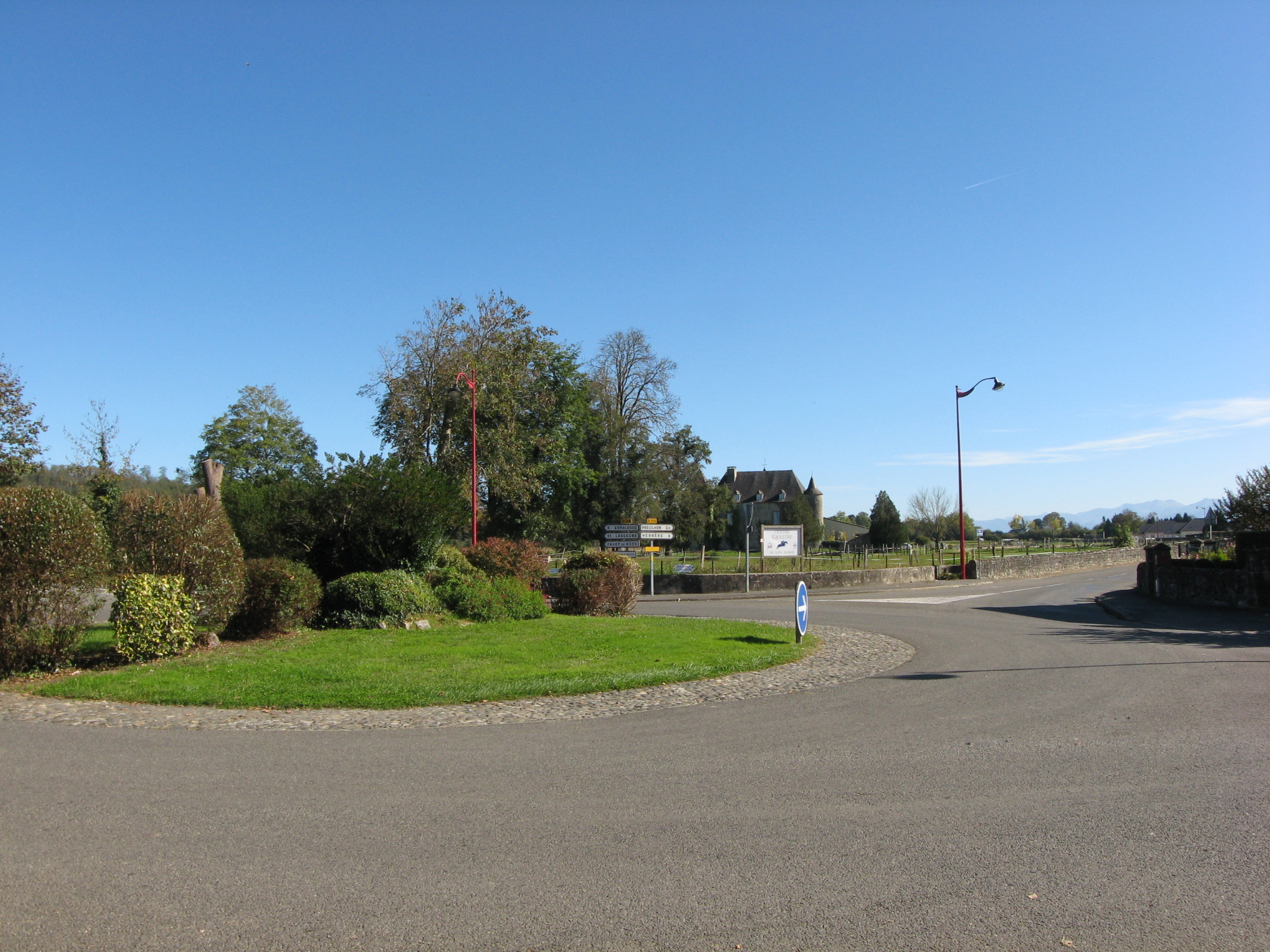
Goès, la route de Précilhon.

### Patrimoine religieux
L'église Saint-Martin fut édifiée de 1843 à 1845.

## Personnalités liées à la commune
- Nicolas Escudé ancien tennisman français ayant gagné la coupe Davis ;
- Julien Escudé, frère de Nicolas Escudé, et footballeur professionnel au FC Séville ;
- Henri Joseph Castaing peintre.